# لنز (دهانه)
لنز یک دهانه برخوردی در ماه‌ است.

## دهانه‌های اقماری
این دهانه ۲ دهانه اقماری دارد.
| Lents | عرض جغرافیایی | طول جغرافیایی | قطر          |
| ----- | ------------- | ------------- | ------------ |
| C     | ۳.۳° N        | ۱۰۱.۶° W      | ۲۳.۰ کیلومتر |
| J     | ۳.۷° S        | ۹۷.۳° W       | ۱۶.۰ کیلومتر |